# Скот (окръг, Арканзас)
Вижте пояснителната страница за други значения на Скот.
Окръг Скот (на английски: Scott County) е окръг в щата Арканзас, Съединени американски щати. Площта му е 2326 km², а населението – 11 233 души (2010). Административен център е град Уолдрън.